# Astatotilapia calliptera
Astatotilapia calliptera è una specie di ciclidi haplochromini originaria del sud-est dell'Africa. È nota in acquariofilia come happy orientale o orata di fiume orientale.

## Descrizione
Il maschio di Astatotilapia calliptera ha labbra blu e una linea scura attraverso l'occhio. Può avere una fronte rossastra ma il corpo è normalmente giallo, sebbene alcune popolazioni selvatiche siano blu. Le femmine sono più piccole dei maschi e sono di colore argenteo brunastro. La lunghezza totale massima è 15 cm (5,9 in) .

## Distribuzione
L'astatotilapia calliptera si trova nel lago Malawi e nel suo drenaggio, nel fiume Shire e nei laghi Chiuta e Chilwa. È stato anche trovato nel corso inferiore del fiume Zambesi, e nei fiumi costieri sulla pianura costiera del Mozambico: andando da nord verso sud, dal fiume Rovuma fino al fiume Save. Questa specie si è insediata come specie alloctona nella contea di Broward e nella contea di Palm Beach in Florida.

## Habitat ed ecologia
L'Astatotilapia calliptera predilige i fondali bassi con un substrato sabbioso che presentino vegetazione acquatica come le specie di Vallisneria. È più comune nel corso inferiore dei fiumi e nelle lagune piene di alghe. È onnivoro e gran parte della sua dieta è costituita da detriti e fitoplancton; si nutre altresì di invertebrati, alghe e pesci più piccoli.
Sono ciclidi incubatori orali: la femmina depone le uova su un substrato duro e queste vengono poi inseminate dal maschio prima che la femmina le prenda in bocca, dove rimangono per 12-14 giorni prima della schiusa. I piccoli vengono poi sorvegliati dalla madre per altri 5-6 giorni, e utilizzano la bocca come rifugio quando percepiscono un pericolo.

## Acquariofilia
Astatotilapia calliptera è stata una delle prime specie di ciclidi trovate nel commercio legato all'acquariofilia. È disponibile in numerose varietà di colori.